# Чатех
Чате — неінкорпорована громада на півночі Альберти в районі Гей-Лейк, розташована 12 км на північ від шосе 58, 91 км на північний захід від Гай-Левел в окрузі Маккензі. Також відомий як Ассампшню Згідно з переписом населення 2021 року, в окрузі Маккензі проживає 12804 особи. 3229 з них проживають у Гай-Левел, найбільш густонаселеному населеному пункті округу.
13 травня 2023 року місто було евакуйовано через тривалі канадські лісові пожежі 2023 року, зокрема пожежу, що охопила Лонг-Лейк.
У Чатеху збереглося багато історичних будівель з часів його заселення на початку 1900-х років, коли він був торговим пунктом для місцевих корінних громад. Його заснувала група лідерів корінних народів, які задовольнили потребу в місці збору для своїх громад.